# اغتيال لي ستاك
تم اغتيال السير لي ستاك سردار الجيش المصري وحاكم السودان العام في 20 نوفمبر 1924 بواسطة جماعة مسلحة بعد إطلاق النار عليه أسفرت عن إصابته بجروح خطيرة أدت إلى وفاته بالإضافة إلى إصابة الياور والسائق الخاص به، ويعد الحادث هو أكبر عملية إغتيال لظابط رفيع المستوى في الجيش الإنجليزي بمصر، وتسبب الحادث إحداث ضجة لدى الحكومة البريطانية والمصرية.
تسبب حادث الاغتيال في إجهاض وفشل التجربة السياسية الوليدة في مصر بعد ثورة 1919، فبعد أن تم الإفراج عن سعد زغلول ورفاقه وإجراء إنتخابات نيابية لأول مرة والتي أسفرت عن فوز الوفد بإكتساح والتي أعتبرت أول حكومة وطنية في البلاد، تم تشكيل لجنة وضع الدستور وتم وضع دستور 1923 وتم الإفراج عن المعتقلين السياسيين، ولكن الحادث تسبب في حرج شديد للحكومة التي تخطوا سنواتها الأولى واستغلت السلطات الإنجليزية الحادث كذريعة وفرضت مطالب تعسفية أجبرت سعد زغلول على الإستقالة، تسبب الحادث أيضاً في إجبار الجيش المصري على الإنسحاب من السودان وكذلك خروج جميع الموظفين المصري منها.

## خلفية
كان المشهد السياسى في مصر وقتها بالغ الاحتقان بعدما تكرر الصدام بين سعد زغلول رئيس الوزراء وقتها والملك فؤاد، وكانت المسألة السودانية هي خلفية هذا المشهد وكانت الجماهير الغاضبة في السودان آنذاك تهتف بوحدة مصر والسودان، وتألفت حركة وطنية هناك داعمة لموقف سعد زغلول في مواجهة المحتل البريطانى للبلدين، وكان اسم هذه الحركة هو (اللواء الأبيض) بقيادة الضابط السودانى على عبد اللطيف.
وعلى أثر هذه الأزمة بين سعد زغلول الذي رفض فصل مصر عن السودان من جانب وبين الملك والاحتلال من الجانب الآخر قام سعد زغلول بتقديم استقالته للملك في 29 يونيو 1924 إلا أن الملك رفضها، وعلى الجانب الآخر تم اعتقال قائد الحركة الوطنية في السودان على عبد اللطيف بتهمة التآمر على قلب نظام الحكم وأودع المعتقل لسبع سنوات بعد محاكمة صورية، ثم أودع مستشفى الأمراض العقلية ثم نقل إلى مصر في أوائل الأربعينيات، وكان هذا الضابط متزوجا من مصرية.

## تفاصيل الحادث
وقع الحادث في الساعة الثانية بعد الظهر من يوم الأربعاء 19 نوفمبر بعدما خرج لي ستاك من مكتبه بوزارة الحربية قاصدا بيته في الزمالك بعد انتهاء عمله تربص له خمسة أشخاص في شارع الطرقة الغربية تغير اسم الشارع فيما بعد إلى شارع إسماعيل باشا أباظة وألقوا قنبلة بالقرب من سيارته وأطلقوا 7 رصاصات أصابت السردار بجرح خطير في بطنه، وإصابة الياور والسائق بإصابات خطيرة وفر الجناة بواسطة سيارة كانت تنتظرهم، وكان هناك جندى قريب من موقع الحادث وطارد مرتكبى الحادث الذين أطلقوا عليه النيران فأصابته رصاصتان في يده ورأسه، تم نقل السير لي ستاك بسرعة إلى المستشفى ولكن توفى منتصف الليلة التالية للحادث.
عقب الحادث تم تشييع جثمان لى ستاك في 22 نوفمبر في جنازة رسمية حاشدة وعسكرية الطابع شارك فيها رجال الدولة وقادة الجيش البريطانى في مصر.

## توابع الحادث

صورة السير "لي ستاك"

كان أثر الحادث صادم بالنسبة للحكومة المصرية، ونشرت الصحف بيان لسعد زغلول الذي وصف فيه الواقعة بأنها من أشد الفظائع وأشنعها ومن أسوئها أثرا على سمعة البلاد وشهرتها، وقد وضع الحادث حكومة سعد زغلول في مأزق مما دفعه لأن يدلى بتصريح يدين الحادث ويقول فيه: «أسفى شديد جدا لهذه الجناية الفظيعة ، ولا أدرى إلى أيّة غاية رمى الجناة ، ولا إلى أيّة طبقة من طبقات الأمة ينتسبون، ولا إلى أيّة هيئة سياسية أو حزب سياسى ينتمون، ولكنى على كل حال أعتقد أن الذين ارتكبوا هذا الإثم الفظيع لم يرموا إلّا إلى الإخلال بأمن هذه البلاد و راحتها.»، وقال معلقاً «إنّ الرصاصات التى قتلت السردار، هى رصاصات في صدرى»، وناشد المصريين بأن كل من يعرف شيئا عليه أن يقدمه إلى إدارة الأمن العام.
كان لمصرع السردار دوى هائل في بريطانيا ومصر والسودان، فصدرت الأوامر لكل الإنجليز المقيمين في مصر أو الزوار منهم بعدم السير في الشوارع بدون سيارات، وأصبح جنود الإحتلال في قلب القاهرة وكأنهم في ميدان قتال ليل نهار يتوقعون هجوما بين الحين والآخر. بعد تشييع الجنازة قام المندوب السامي البريطاني اللورد ألنبي بالتقدم إلى رئاسة مجلس الوزراء في مظاهرة عسكرية يتقدمها 500 جندى بريطانى والتقى بسعد باشا وقدم إليه إنذارا مهينا ينص على النقاط التالية:
- أن تقدم الحكومة المصرية الاعتذارات الكافية عن الحادث، وأن تعمل بلا إبطاء على القبض على المنفذين وإنزال أشد العقوبة بهم دون النظر إلى أعمارهم، وأن تمنع من الآن فصاعدا أي مظاهرات سياسية وتقمعها بشدة.

- أن تدفع إلى الحكومة البريطانية «غرامة» قدرها 500.000 جنيه مصرى فداء لرأس السردار.
- أن تصدر خلال 24 ساعة الأوامر بعودة كافة الضباط المصريين ووحدات الجيش المصرى من السودان، وأن تعدل مصر من الآن فصاعدا عن أي معارضة لرغبات الحكومة البريطانية فيما يتعلق بحماية المصالح الأجنبية في مصر.
- إبلاغ المصلحة المختصة أن حكومة السودان ستزيد مساحة الأطيان التي تزرع في الجزيرة في السودان من 300,000 إلى عدد غير محدود.

كان رد رئيس الوزراء سعد زغلول باشا دبلوماسياً فقال إنه يقبل بثلاثة شروط فقط هي: الاعتذار ودفع الغرامة والبحث عن الفاعلين، ولكن الطرف الإنجليزى لم يقبل فقدمت الحكومة المصرية استقالتها وقبلها الملك، وتم تشكيل وزارة جديدة برئاسة أحمد زيور باشا.

## دوافع الإغتيال
كان تصريح 28 فبراير عام 1922 مخيباً لأمال الشعب المصري والذي أعتبر أنه استقلال منقوص وكذلك موقفهم المتعنت تجاه موضوع السودان، كانت الجماعات السرية عقب ثورة 1919 قد نجحت في تسليح أنفسها والقيام بعدة عمليات إغتيال ناجحة شجعت البعض على الإنضمام لهم وكان البعض منهم يرى أنه لا سبيل للتعامل مع الإحتلال سوى بالسلاح وقتل قياداتهم.
كان "عبد الفتاح عنايت" طالباً بكلية الحقوق وقد بدأ علاقته بالتنظيمات السرية عام 1922، كان لديه رغبة عارمة في الإنتقام من قوات الإحتلال الإنجليزي نتيجة ما فعلوه بشقيقه "محمود"، وانضم هو وأخوه "عبد الحميد" لإحدى الخلايا التي تتبع جمعية اليد السوداء، وبحسب أقواله أنه قام مع خليته بالتخطيط للهجوم بدون الرجوع لأي قيادات وكان بغرض استهداف قادة القوات الإنجليزية.
بحسب جمال بدوى في كتابة «شاهد عيان» أن "عبد الفتاح عنايت" حكى انه لي ستاك لم يكن الهدف وانما اللورد اللنبى المعتمد البريطاني وقتها.

## التحقيقات
عقب تولي إسماعيل صدقى باشا حقيبة وزارة الداخلية اعلنت عن مكافأة 10 آلاف جنيه للإرشاد عن أي من المنفذين، وكان قد تم القبض على السائق والذي استطاع لاحقاً التعرف على الجناة.
بناء على تقرير تقدمت به إدارة الأمن العام بتاريخ 27 نوفمبر سنة 1924، جاء فيه أن قتل السردار كان نتيجة خطة وضعتها جمعية من أعضائها شفيق منصور المحامى وأن الجناية حصلت فعلا بإرشاد هذه الجمعية، وبمعرفة بعض أعضاء اللجنة التنفيذية للطلبة، وأرفق بهذا التقرير كشف يحوى أسماء أشخاص كثيرين من الموظفين والطلبة وغيرهم، ومن بينهم بعض أعضاء مجلس النواب، وقامت قوة عسكرية بريطانية بإلقاء القبض على «عبد الرحمن فهمى بك، وليم مكرم عبيد أفندى عضوا مجلس النواب، ومحمود أفندى النقراشى وكيل وزارة الداخلية، كذلك تم القبض على كل من الأستاذ شفيق منصور، والشيخ مصطفى القاياتى، والأستاذ راغب إسكندر، والأستاذ حسن يسن، وكلهم من النواب، ولم تكترث الحكومة لما كان لهم من الحصانة البرلمانية.
كان المقبوض عليهم قد عارضوا حبسهم، كما عارض أعضاء مجلس النواب أمام رئيس محكمة مصر، على أساس تمتعهم بالحصانة البرلمانية طبقا للمادة 10 من الدستور، ولكن النيابة أبدت حججها وأقوالها في هذا الدفع مما جعل المحكمة تجيز تصرفات النيابة، ولكن الأمر بدا وكأنه إهانة ظاهرة ظهورا كليا لسلطتها الشرعية، فذهب زيور باشا إلى دار المندوب السامى وتفاوض معه في الأمر، وأسفرت المفاوضة عن تسليم المقبوض عليهم إلى السلطة القضائية المصرية لاتخاذ الإجراءات معهم عن التهمة الموجهة إليهم وفقا لأحكام القوانين المصرية. لكن في النهاية أسفرت التحقيقات عن القبض على منفذي الهجوم واعترف 7 منهم بإرتكاب الحادث.

## محاكمة المنفذين
يوم الأربعاء 13 مايو عام 1925 تم تقديم تسعة متهمين للمحاكمة بتهمة اغتيال السير لي ستاك وهم:
1. عبد الفتاح عنايت - طالب بمدرسة الحقوق - 22 سنة
2. عبد الحميد عنايت - طالب بمدرسة المعلمين - 19 سنة
3. إبراهيم موسى - باش خراط بالعنابر - 31 سنة
4. محمود راشد أفندي - مساعد مهندس تنظيم - 33 سنة
5. إبراهيم محمد - براد بالعنابر - 22 سنة
6. راغب حسن - نجار بمصلحة التلغراف - 23 سنة
7. شفيق أفندي منصور - محامي - 37 سنة
8. محمود أفندي إسماعيل - موظف بالأوقاف
9. محمود صالح محمود - سائق السيارة الأجرة

قام إبراهيم الهلباوي بالدفاع عن المتهمين أمام المحاكمة، وفي يوم الاثنين 8 يونيو صدرت الأحكام على المتهمين الثمانية الأوائل بالإعدام شنقا والحبس سنتين مع الشغل للسائق، ولكن نظراً لوجود شقيقين ضمن المتهمين ولعدم إثارة الرأي العام صدر مرسوم ملكي بتخفيف الحكم على عبد الفتاح عنايت بالسجن المؤبد.